# Carmen Muset i Simón
María del Carmen Muset i Simón (Barcelona, 1934) és una artista catalana.
Filla de Joan Muset i Terricabras i de Carme Simón i Calahorra. Amb 19 anys ingressa a l'escola de Belles Arts de Sant Jordi, on fou la número 1 de la promoció. Comença a exposar a la dècada del 1950.